# Вальшайд
Вальшайд (нім. Wallscheid) — громада в Німеччині, розташована в землі Рейнланд-Пфальц. Входить до складу району Бернкастель-Віттліх. Складова частина об'єднання громад Віттліх-Ланд.
Площа — 5,95 км2. Населення становить 353 ос. (станом на 31 грудня 2020).